# 聖安娜村 (新墨西哥州)
聖安娜村（英語：Santa Ana Pueblo）是位於美國新墨西哥州桑多瓦爾縣的普查規定居民點。

## 人口
根據2020年美國人口普查的數據，聖安娜村的面積為19.52平方千米，當中陸地面積為19.15平方千米，而水域面積為0.36平方千米。當地共有人口673人，而人口密度為每平方千米34.48人。